# Sárgalábú zöldgalamb
A sárgalábú zöldgalamb (Treron phoenicoptera vagy Treron phoenicopterus) a madarak osztályának galambalakúak (Columbiformes) rendjébe és a galambfélék (Columbidae) családjába tartozó faj.

## Előfordulása
Ázsiában Banglades, Bhután, Kambodzsa, Kína, India, Laosz, Mianmar, Nepál, Pakisztán, Srí Lanka, Thaiföld és Vietnám területén honos.

## Alfajai
- Treron phoenicoptera annamensis
- Treron phoenicoptera chlorigaster
- Treron phoenicoptera phillipsi
- Treron phoenicoptera phoenicopterus
- Treron phoenicoptera viridifrons

## Megjelenése
Testhossza 33 centiméter.
|  |